# Rouvres (Eure-et-Loir)
Rouvres település Franciaországban, Eure-et-Loir megyében. Lakosainak száma 818 fő (2022. január 1.). Rouvres Sorel-Moussel és Saint-Ouen-Marchefroy községekkel határos.

## Népesség
A település népessége az elmúlt években az alábbi módon változott:
| Lakosok száma | 400  | 604  | 666  | 861  | 813  | 794  | 823  | 838  | 837  | 818  |
|               | 1968 | 1982 | 1990 | 2006 | 2013 | 2015 | 2017 | 2019 | 2020 | 2022 |